# Matthew Cusick
Matthew Cusick (ur. 1972 w Aleksandrii) – amerykański gimnastyk, model, osobisty trener i instruktor fitness.

## Życiorys
Urodził się w Aleksandrii w stanie Wirginia jako najmłodsze z czworga dzieci gospodyni domowej i policjanta z National Park Service. Wychowywał się z dwoma braćmi i jedną siostrą. W wieku pięciu lat uczęszczał do klasy gimnastyki akrobatycznej. Kiedy miał 12 lat, wraz z rodziną przeniósł się do Waszyngtonu. W wieku 16 lat zaczął trenować gimnastykę. Jako siedemnastolatek przystąpił do organizacji sportowej USA Gymnastics (USAG). Jednak mając 18 lat był zbyt wysoki, aby móc rywalizować w gimnastyce. 
Od 1987 przez czternaście lat pracował jako trener gimnastyki w żeńskiej szkole w Laurel w stanie Maryland. Wkrótce rozpoczął pracę w charakterze trenera osobistego z certyfikatem Applied Functional Science (Gray Institute) i instruktora fitness w Waszyngtonie, a także zajął się profesjonalnym modelingiem; pracował między innymi dla Studio Jenkins. 
W 1993, w wieku 22 lat, przed pojawieniem się inhibitorów proteazy, zdiagnozowano, że jest nosicielem wirusa HIV. Pięć lat później rozpoczął terapię HIV. Wspierał też fundacje zakażonych HIV/AIDS.
Przez wiele lat występował w Cirque du Soleil, z którego ostatecznie został zwolniony w kwietniu 2002. Występował także na Broadwayu i nowojorskiej Metropolitan Opera w scenach wymagających akrobatycznego elementu. Pojawił się w filmie familijnym fantasy Zaczarowana (Enchanted, 2007) z Susan Sarandon i Patrickiem Dempseyem. Dołączył do AntiGravity Dance Company. 
Zdeklarował się w mediach jako homoseksualista. 